# 15 (tuki.專輯)
《15》是日本創作歌手tuki.的首張錄音室專輯，於2025年1月8日由其個人廠牌月面著陸計畫發行。專輯名稱代表了tuki.在15歲之前創作的歌曲，專輯共收錄15首歌曲，其中包括她的出道單曲晚餐歌。該專輯在Oricon專輯榜獲得第4名，並在Billboard Japan Hot Albums獲得第18名。

## 背景與發行
年僅15歲的創作歌手tuki.於2023年9月23日發行出道單曲晚餐歌，該曲成為她的代表作，並在2024年1月登上Oricon單曲合算榜與Billboard Japan Hot 100雙榜冠軍，使她成為Billboard Japan史上首位單曲突破1億次播放的最年輕單人歌手。這首歌同時也成為2024年表現亮眼的音樂作品之一。
2024年11月22日，tuki.在發行單曲並宣布參加第75回NHK紅白歌合戰後，正式公布她的首張錄音室專輯《15》，並同時公開專輯歌曲列表。專輯共收錄15首歌曲，其中包括7首未發表的新曲與2首CD限定收錄曲。專輯名稱《15》代表的是tuki.在15歲之前創作的歌曲合集。專輯的限定版附贈「usagi」玩偶與「特別書籍」，書籍內容包含tuki.親自撰寫的歌曲解說、與共同經營「月面著陸計畫」廠牌的usagi對談，以及問答單元。
2025年1月1日，tuki.在YouTube上提前公開專輯部分歌曲的片段，專輯中第3首歌曲的音樂錄影帶也於同日公開。專輯中與她的廠牌同名的歌曲被鈴木公司選為Solio Bandit車款的廣告主題曲，並由橋本環奈主演。

## 商業成績
《15》在2025年1月20日當週登上Oricon專輯榜與專輯合算榜第4名，首週銷量達到1.2萬張。同時在Billboard Japan的統計中，專輯以1.2萬張CD銷量與1973次數位下載登上熱門專輯榜第18名，並獲得下載專輯榜冠軍。

## 收錄內容
| CD       | CD         | CD    |
| 曲序     | 曲目       | 时长  |
| -------- | ---------- | ----- |
| 1.       | 晚餐歌     | 3:37  |
| 2.       |            | 4:02  |
| 3.       |            | 4:04  |
| 4.       |            | 4:16  |
| 5.       |            | 3:53  |
| 6.       |            | 3:58  |
| 7.       |            | 3:25  |
| 8.       |            | 3:24  |
| 9.       |            | 3:20  |
| 10.      |            | 2:50  |
| 11.      |            | 3:37  |
| 12.      |            | 3:45  |
| 13.      |            | 3:38  |
| 14.      | （搖滾版） | 3:46  |
| 15.      | （鋼琴版） | 3:21  |
| 总时长： | 总时长：   | 55:02 |

## 排行榜

### 週榜
| 排行榜（2025年）                   | 最高位 |
| ---------------------------------- | ------ |
| 日本（Oricon專輯榜）               | 4      |
| 日本（Oricon專輯合算榜）           | 4      |
| 日本（Oricon獨立專輯榜）           | 2      |
| 日本（Billboard Japan Hot Albums） | 18     |

### 月榜
| 排行榜（2025年）     | 最高位 |
| -------------------- | ------ |
| 日本（Oricon專輯榜） | 13     |